# International Basketball Association 1997-1998
La stagione IBA 1997-98 fu la terza della International Basketball Association. Parteciparono 8 squadre divise in due gironi.
Rispetto alla stagione precedente si aggiunsero i Des Moines Dragons e i Wisconsin Blast.

## Squadre partecipanti
- Black Hills Posse
- Dakota Wizards
- D.M. Dragons
- Fargo-Moor. Beez
- Magic C. Snowbears
- St. Paul Slam!
- Winnipeg Cyclone
- Wisconsin Blast

## Classifiche

### East Division
| Squadra             | V  | P  | %    | GB |
| ------------------- | -- | -- | ---- | -- |
| Fargo-Moorhead Beez | 24 | 10 | 70,6 | -  |
| Des Moines Dragons  | 22 | 12 | 64,7 | 2  |
| Wisconsin Blast     | 19 | 15 | 55,9 | 5  |
| St. Paul Slam!      | 8  | 26 | 23,5 | 16 |

### West Division
| Squadra              | V  | P  | %    | GB |
| -------------------- | -- | -- | ---- | -- |
| Black Hills Posse    | 23 | 11 | 67,6 | -  |
| Winnipeg Cyclone     | 15 | 19 | 44,1 | 8  |
| Dakota Wizards       | 14 | 20 | 41,2 | 9  |
| Magic City Snowbears | 11 | 23 | 32,4 | 12 |

## Play-off

### Semifinali
| 17 febbraio 1998 | Black Hills Posse | 110 – 91 | Winnipeg Cyclone |  |

| 19 febbraio 1998 | Winnipeg Cyclone | 94 – 89 | Black Hills Posse |  |

| 22 febbraio 1998 | Black Hills Posse | 111 – 70 | Winnipeg Cyclone |  |

| 17 febbraio 1998 | Fargo-Moorhead Beez | 117 – 116 | Des Moines Dragons |  |

| 22 febbraio 1998 | Fargo-Moorhead Beez | 114 – 107 | Des Moines Dragons |  |

### Finale
| 26 febbraio 1998 | Black Hills Posse | 118 – 103 | Fargo-Moorhead Beez |  |

| 27 febbraio 1998 | Fargo-Moorhead Beez | 130 – 110 | Black Hills Posse |  |

| 1º marzo 1998 | Fargo-Moorhead Beez | 121 – 111 | Black Hills Posse |  |

### Tabellone
|  | Semifinali | Semifinali     | Semifinali  |             |                | Finale         | Finale | Finale |  |
|  |            |                |             |             |                |                |        |        |  |
|  | 1E         | Fargo-Moorhead | 2           |             |                |                |        |        |  |
|  | 1E         | Fargo-Moorhead | 2           |             |                |                |        |        |  |
|  | 2E         | Des Moines     | 0           |             |                |                |        |        |  |
|  | 2E         | Des Moines     | 0           |             | Fargo-Moorhead | Fargo-Moorhead | 2      |        |  |
|  |            |                |             |             | Fargo-Moorhead | Fargo-Moorhead | 2      |        |  |
|  |            |                | Black Hills | Black Hills | 1              |                |        |        |  |
|  | 2W         | Winnipeg       | Black Hills | Black Hills | 1              | 1              |        |        |  |
|  | 2W         | Winnipeg       |             |             |                |                |        |        |  |
|  | 1W         | Black Hills    | 2           |             |                |                |        |        |  |

## Vincitore
| Campione IBA 1998               |
| ------------------------------- |
| Fargo-Moorhead Beez (2º titolo) |

## Statistiche
| Categoria             | Giocatore         | Squadra              | Stat |
| --------------------- | ----------------- | -------------------- | ---- |
| Punti per gara        | Artie Griffin     | Black Hills Posse    | 26,8 |
| Rimbalzi per gara     | Brian Shorter     | Black Hills Posse    | 10,5 |
| Assist per gara       | Darren Sanderlin  | Winnipeg Cyclone     | 8,3  |
| Palle rubate per gara | Willie Murdaugh   | Dakota Wizards       | 3,1  |
| Stoppate per gara     | Chad Allen        | Dakota Wizards       | 2,4  |
| FG%                   | Thaddeous Delaney | Black Hills Posse    | 67,6 |
| FT%                   | Ron Bayless       | Des Moines Dragons   | 85,6 |
| 3FG%                  | Peter Patton      | Magic City Snowbears | 44,8 |

## Premi IBA
- IBA Most Valuable Player: Artie Griffin, Black Hills Posse
- IBA Coach of the Year: Duane Ticknor, Black Hills Posse
- IBA Rookie of the Year: Kenya Capers, St. Paul Slam!
- IBA Defensive Player of the Year: Ron Bayless, Des Moines Dragons
- IBA Sixth Man of the Year: Damon Jones, Black Hills Posse
- IBA Playoff Most Valuable Player: Tyrone Hopkins, Fargo-Moorhead Beez
- All-IBA First Team
  - Artie Griffin, Black Hills Posse
  - Bryant Basemore, Magic City Snowbears
  - Curt Smith, Des Moines Dragons
  - Lorenzo Orr, Wisconsin Blast
  - Kenya Capers, St. Paul Slam!
- All-IBA Second Team
  - Willie Murdaugh, Dakota Wizards
  - Shawn Bankhead, Dakota Wizards
  - Tyrone Hopkins, Fargo-Moorhead Beez
  - Ron Bayless, Des Moines Dragons
  - Martin Lewis, Winnipeg Cyclone
- IBA Honorable Mention
  - Seldon Jefferson, Fargo-Moorhead Beez
  - Kenny Pratt, Fargo-Moorhead Beez
  - Brian Shorter, Black Hills Posse
  - Thaddeus Delaney, Black Hills Posse
  - Darren Sanderlin, Winnipeg Cyclone